# I Want Your Sex
I Want Your Sex ist ein Lied von George Michael aus dem Jahre 1987, das von ihm geschrieben und produziert wurde. Es erschien auf dem Album Faith und war Teil des Soundtracks zum Film Beverly Hills Cop II.

## Geschichte
Der Song konnte an den Erfolg von I Knew You Were Waiting (For Me) anknüpfen; die Erstveröffentlichung war am 18. Mai 1987. Auf der 12-Zoll-Maxi-Single befindet sich auch eine Fortsetzung unter dem Titel Brass in Love. Kommerziell wurde nur der erste Teil unter dem Originaltitel veröffentlicht. In Irland, den Niederlanden und Belgien wurde das Synthie-Pop-/Funk-Lied ein Nummer-eins-Hit.
Nach der Verwendung im Film Beverly Hills Cop II bekam I Want Your Sex 1988 die Goldene Himbeere als „Schlechtester Song“.
Die BBC spielte das Lied nicht, weil das Wort „Sex“ im Titel vorkam und Sexualität auch im Text eindeutig dargestellt wird.

## Musikvideo
In Nordamerika konnte zu I Want Your Sex trotz einiger Kontroversen ein zensiertes Musikvideo veröffentlicht werden. In diesem Video spielt George Michael zusammen mit seiner damaligen Freundin, der Maskenbildnerin Kathy Jeung, die in Unterwäsche agiert. 2002 erreichte das Video in MTV 2s Liste MTV’s Most Controversial Videos Ever to Air on MTV Platz 3.

## Kommerzieller Erfolg

### Chartplatzierungen
| ChartsChartplatzierungen       | Höchstplatzierung | Wochen |
| ------------------------------ | ----------------- | ------ |
| Deutschland (GfK)              | 3 (19 Wo.)        | 19     |
| Österreich (Ö3)                | 2 (12 Wo.)        | 12     |
| Schweiz (IFPI)                 | 4 (14 Wo.)        | 14     |
| Vereinigte Staaten (Billboard) | 3 (12 Wo.)        | 12     |
| Vereinigtes Königreich (OCC)   | 2 (20 Wo.)        | 20     |

| ChartsJahrescharts (1987)      | Platzierung |
| ------------------------------ | ----------- |
| Deutschland (GfK)              | 18          |
| Österreich (Ö3)                | 24          |
| Schweiz (IFPI)                 | 23          |
| Vereinigte Staaten (Billboard) | 24          |

### Auszeichnungen für Musikverkäufe
| Land/Region               | Auszeichnungen für Musikverkäufe (Land/Region, Auszeichnung, Verkäufe) | Verkäufe  |
| ------------------------- | ---------------------------------------------------------------------- | --------- |
| Kanada (MC)               | Gold                                                                   | 50.000    |
| Niederlande (NVPI)        | Gold                                                                   | 75.000    |
| Vereinigte Staaten (RIAA) | Platin                                                                 | 1.000.000 |
| Insgesamt                 | 2× Gold · 1× Platin ·                                                  | 1.125.000 |

Hauptartikel: George Michael/Auszeichnungen für Musikverkäufe

## Coverversionen
- 1996: s.e.x.appeal feat. Lyane Leigh & Gino Gillian
- 2003: Whitney Houston
- 2010: Freemasons